# Robert Ley
Robert Ley (Niederbreidenbach, 1890. február 15. – Nürnberg, 1945. október 25.)  nemzetiszocialista német politikus és szakszervezeti vezető, a Német Munkafront vezetője 1933 és 1945 között. A Nemzetiszocialista Német Munkáspárt magas rangú tagja volt, olyan pozíciókat töltött be, mint a Gauleiter, Reichsleiter és Reichsorganisationsleiter. A második világháború vége felé Adolf Hitler személyes belső körének is tagja volt.
A világháború után Ley egyike lett volna a nürnbergi per vádlottjainak, ahol emberiség elleni bűnök és háborús bűncselekmények miatt kellett volna felelnie. Ley azonban nem jutott el a tárgyalásig: a vádirat kézhezvételét követően öngyilkos lett börtöncellájában.